# Stokłosa miękka
Stokłosa miękka (Bromus hordeaceus L.) – gatunek rośliny z rodziny wiechlinowatych. Jako gatunek rodzimy występuje w Eurazji i północnej Afryce. Ponadto zawleczony do Ameryki, Australii, Nowej Zelandii i południowej Afryki. W Polsce jest gatunkiem pospolitym.

## Morfologia

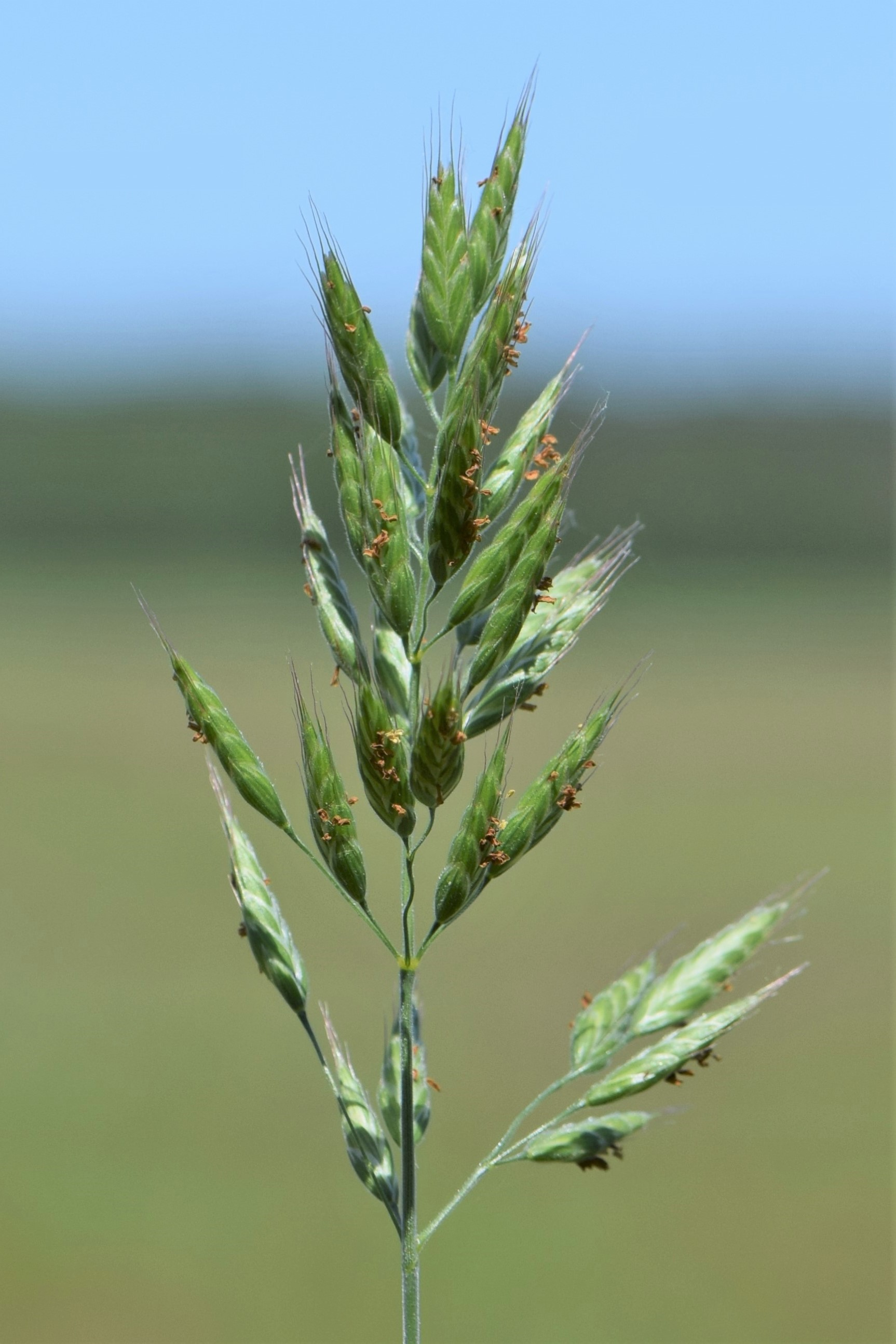
Kwiatostan

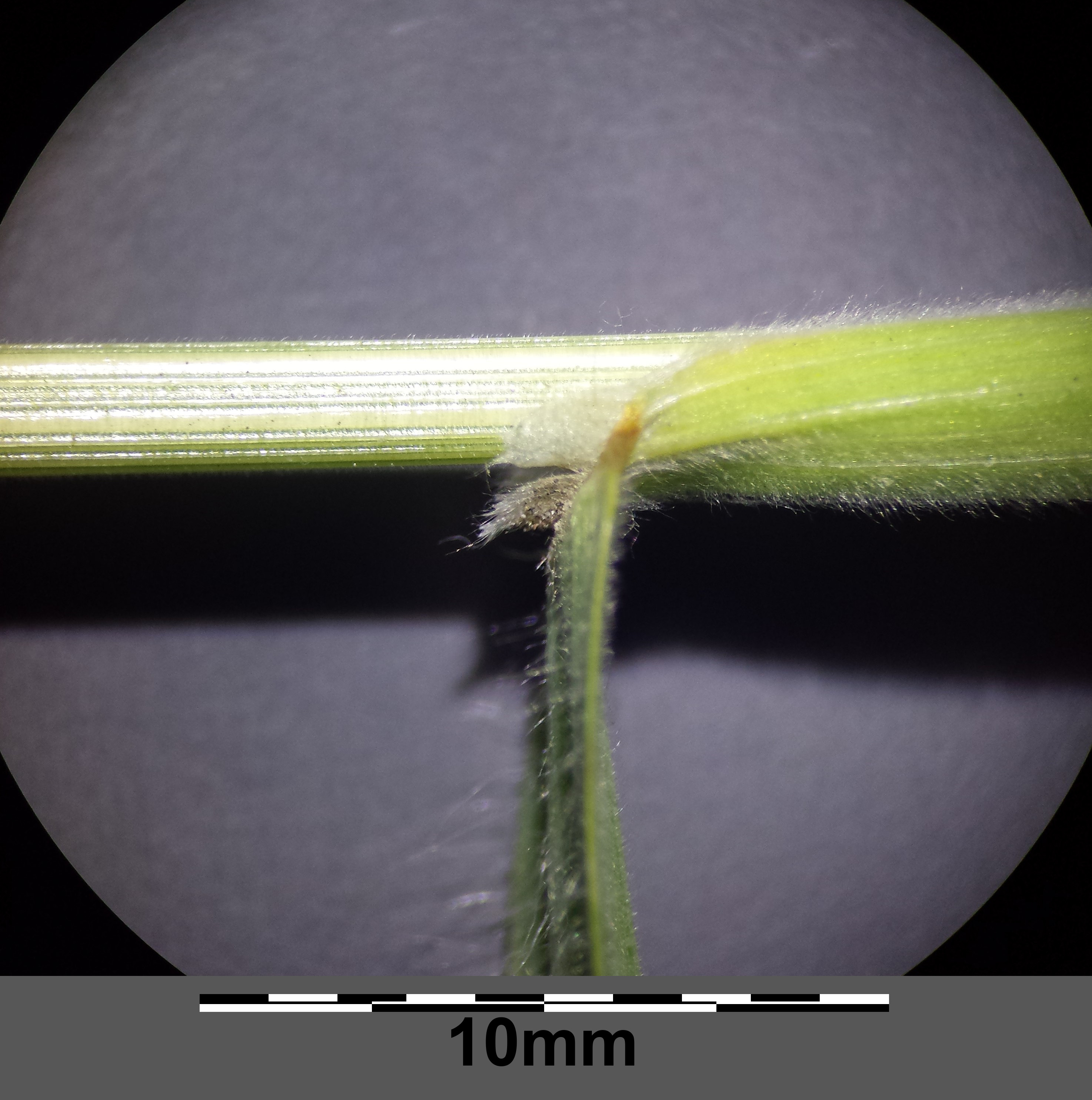
Owłosiona pochwa liściowa

ŁodygaŹdźbło o wysokości 10–80 cm, wzniesione prosto lub nieznacznie łukowato wygięte; skąpo ulistnione.
LiściePłaskie, o szerokości 2–7 mm i długości do 20 cm, miękko owłosione z obu stron, wiotkie i spiczasto zakończone. Języczek liściowy o długości 1,5–2,5 mm, delikatnie ząbkowany. Silnie owłosione pochwy liściowe.
KwiatyZebrane w kwiatostanie w postaci wiechy o długości 5–10 cm, skupionej, o jajowatym zarysie. Gałązki owłosione, sztywne, najczęściej wzniesione. Większość szypułek krótsza od kłosków. Kłoski o długości 12–22 mm, 6-12 kwiatowe, nieznacznie spłaszczone, jajowate, ościste, zwykle miękko owłosione. Plewy owłosione i krótsze od kłoska. Dolna plewa trójnerwowa, górna 5-7 nerwowa. Dolna plewka 7-9 nerwowa, miękko owłosiona, z jasnym brzegiem. Poniżej dwuzębnego szczytu plewki dolnej wyrasta prosta ość o długości do 10 mm.

## Biologia i ekologia
Jednoroczna lub dwuletnia trawa kępkowa. Kwitnie od maja do czerwca. Występuje na łąkach, pastwiskach, przydrożach i ugorach. Roślina o szerokiej amplitudzie ekologicznej, najlepsze warunki znajduje na stanowiskach umiarkowanie wilgotnych i średnio żyznych. Jest gatunkiem charakterystycznym łąk świeżych z rzędu Arrhenatheretalia elatioris. Liczba chromosomów 2n = 28.

## Zmienność
Gatunek zróżnicowany na cztery podgatunki:
- Bromus hordeaceus subsp. divaricatus (Bonnier & Layens) Kerguélen – występuje w basenie Morza Śródziemnego
- Bromus hordeaceus subsp. hordeaceus – rośnie w całym zasięgu gatunku
- Bromus hordeaceus subsp. longipedicellatus Spalton – występuje w zachodniej Europie
- Bromus hordeaceus subsp. thominei (Hardouin) Maire – rośnie w basenie Morza Śródziemnego i w zachodniej Europie